# Schemat elektryczny
Schemat elektryczny – rysunek techniczny elektryczny przedstawiający, w jaki sposób obiekt lub jego elementy funkcjonalne są współuzależnione i połączone.

## Klasyfikacja
Według Polskiej Normy PN-79/E-01244 schematy elektryczne klasyfikuje się w czterech grupach (1, 2, 3, 4), a wewnątrz tych grup w typach (101, 102, 201, 202, 301, 302, 401, 402, 403). Oznaczenie kodowe zastępuje nazwę klasyfikacyjną schematu, np. schemat 101 oznacza schemat strukturalny. Podział ten przedstawia się następująco:

- Schematy elektryczne wykonawcze
  - grupa 1 – Schematy podstawowe (1)
    - Schematy strukturalne (101)
    - Schematy funkcjonalne (102)

  - grupa 2 – Schematy wyjaśniające (2)
    - Schematy zasadnicze (201)
    - Schematy zastępcze (202)

  - grupa 3 – Schematy wykonawcze (3)
    - Schematy połączeń wewnętrznych (301)
    - Schematy połączeń zewnętrznych (302)
    - Schematy przyłączeń (303)

  - grupa 4 – Plany (4)
    - Plan rozmieszczenia (401)
    - Plan instalacji (402)
    - Plan sieci, Plan linii (403)